# Bobby Zamora
Robert Lester 'Bobby' Zamora  (Barking, 16 januari 1981) is een Engels voormalig voetballer die bij voorkeur als aanvaller speelde.

## Clubcarrière
Zamora begon z'n profcarrière bij Bristol Rovers. Dat leende hem tweemaal uit, eerst aan Bath City en daarna aan Brighton & Hove Albion. In augustus 2000 ging hij definitief naar die club. In 2003 legde Tottenham Hotspur de spits vast. Na één seizoen haalde West Ham United hem alweer weg. Na 4 jaar West Ham speelde Zamora 4 jaar bij Fulham. Die club verliet hij in januari 2012 voor Queens Park Rangers. In 2013 degradeerde hij met de club naar de Championship. Op 24 mei 2014 scoorde hij in de finale van de play-offs van de Championship in blessuretijd het winnende doelpunt tegen Derby County, waardoor hij QPR terug naar de Premier League loodste. Op zondag 10 mei 2015 degradeerde hij met Queens Park Rangers uit de Premier League. Manchester City versloeg de hekkensluiter op die dag met 6-0, waardoor degradatie een feit was.
Zamora tekende in augustus 2015 een contract tot medio 2016 bij Brighton & Hove Albion, op dat moment actief in de Championship. De club lijfde hem transfervrij in.

## Interlandcarrière
Op 11 augustus 2010 maakte Zamora zijn debuut voor Engeland in een vriendschappelijke wedstrijd tegen Hongarije. Zamora viel tijdens de rust in en Engeland won met 2-1 op Wembley. Op 15 november 2011 startte Zamora in de basis in een met 1-0 gewonnen oefeninterland tegen Zweden, opnieuw op Wembley.